# Кім Джин Хьок
Кім Джин Хьок (кор. 김진혁; нар. 15 травня 1989, Північний Кьонсан) — південнокорейський борець греко-римського стилю, чемпіон Всесвітніх ігрор військовослужбовців, срібний та бронзовий призер чемпіонатів Азії, учасник Олімпійських ігор.

## Життєпис
Боротьбою почав займатися з 2002 року. У 2005 році став чемпіонату Азії серед кадетів. У 2002 році здобув бронзову медаль чемпіонату світу серед юніорів.
Виступав за спортивний клуб Армії Республіки Корея, Сеул. Тренер — Лі Чун Соп.

## Спортивні результати на міжнародних змаганнях

### Виступи на Олімпіадах
| Змагання                    | Збірна         | Вагова категорія                 | Місце |
| --------------------------- | -------------- | -------------------------------- | ----- |
| Літні Олімпійські ігри 2012 | Південна Корея | греко-римська боротьба, до 74 кг | 19    |

### Виступи на Чемпіонатах світу
| Змагання                        | Збірна         | Вагова категорія                 | Місце |
| ------------------------------- | -------------- | -------------------------------- | ----- |
| Чемпіонат світу з боротьби 2011 | Південна Корея | греко-римська боротьба, до 74 кг | 32    |
| Чемпіонат світу з боротьби 2015 | Південна Корея | греко-римська боротьба, до 80 кг | 9     |
| Чемпіонат світу з боротьби 2018 | Південна Корея | греко-римська боротьба, до 82 кг | 12    |
| Чемпіонат світу з боротьби 2022 | Південна Корея | греко-римська боротьба, до 87 кг | 16    |

### Виступи на Чемпіонатах Азії
| Змагання                       | Збірна         | Вагова категорія                 | Місце  |
| ------------------------------ | -------------- | -------------------------------- | ------ |
| Чемпіонат Азії з боротьби 2011 | Південна Корея | греко-римська боротьба, до 74 кг | Срібло |
| Чемпіонат Азії з боротьби 2015 | Південна Корея | греко-римська боротьба, до 80 кг | 5      |
| Чемпіонат Азії з боротьби 2016 | Південна Корея | греко-римська боротьба, до 80 кг | 9      |
| Чемпіонат Азії з боротьби 2018 | Південна Корея | греко-римська боротьба, до 82 кг | Бронза |
| Чемпіонат Азії з боротьби 2021 | Південна Корея | греко-римська боротьба, до 55 кг | 9      |
| Чемпіонат Азії з боротьби 2022 | Південна Корея | греко-римська боротьба, до 87 кг | 8      |

### Виступи на Всесвітніх іграх військовослужбовців
| Змагання                                | Збірна         | Вагова категорія                 | Місце  |
| --------------------------------------- | -------------- | -------------------------------- | ------ |
| Всесвітні ігри військовослужбовців 2015 | Південна Корея | греко-римська боротьба, до 75 кг | Золото |

### Виступи на Кубках світу
| Змагання                    | Збірна         | Вагова категорія                 | Місце |
| --------------------------- | -------------- | -------------------------------- | ----- |
| Кубок світу з боротьби 2012 | Південна Корея | греко-римська боротьба, до 84 кг | 4     |

### Виступи на інших змаганнях
| Змагання                                                     | Збірна         | Вагова категорія                 | Місце  |
| ------------------------------------------------------------ | -------------- | -------------------------------- | ------ |
| Кубок Президента Казахстану з боротьби 2011                  | Південна Корея | греко-римська боротьба, до 74 кг | 6      |
| Олімпійський кваліфікаційний турнір з боротьби 2012 (Астана) | Південна Корея | греко-римська боротьба, до 74 кг | Золото |
| Меморіал Іона Корнеану 2012                                  | Південна Корея | греко-римська боротьба, до 74 кг | Бронза |
| Trophee Milone 2012                                          | Південна Корея | греко-римська боротьба, до 84 кг | Бронза |
| Гран-прі Німеччини з боротьби 2016                           | Південна Корея | греко-римська боротьба, до 75 кг | Бронза |
| Турнір Г. Картозія і В. Балавадзе 2018                       | Південна Корея | греко-римська боротьба, до 82 кг | 5      |
| Олімпійський кваліфікаційний турнір з боротьби 2020 (Алмати) | Південна Корея | греко-римська боротьба, до 87 кг | Бронза |

### Виступи на змаганнях молодших вікових груп
| Змагання                                      | Збірна         | Вагова категорія                 | Місце  |
| --------------------------------------------- | -------------- | -------------------------------- | ------ |
| Чемпіонат Азії з боротьби серед кадетів 2005  | Південна Корея | греко-римська боротьба, до 69 кг | 7      |
| Чемпіонат Азії з боротьби серед кадетів 2006  | Південна Корея | греко-римська боротьба, до 69 кг | Золото |
| Чемпіонат світу з боротьби серед юніорів 2008 | Південна Корея | греко-римська боротьба, до 74 кг | 18     |
| Чемпіонат світу з боротьби серед юніорів 2009 | Південна Корея | греко-римська боротьба, до 74 кг | Бронза |